# The Backyardigans
The Backyardigans (conocida como Los Backyardigans o simplemente Backyardigans en Hispanoamérica y Los Backyardigans: Tus amiguitos del jardín en España) es una serie de televisión infantil estadounidense/canadiense de animación en CGI, creada por Janice Burgess y coproducida por Nickelodeon Animation Studios (Viacom International Inc.) y Nelvana Limited. El episodio piloto animado fue producido solo por Nickelodeon Digital. Se estrenó en los Estados Unidos el día 22 de noviembre de 2004 en Nick Jr. y cuenta actualmente con 80 episodios (74 regulares y 3 especiales de dos partes). La serie fue transmitida por las cadenas Nickelodeon y Nick Jr. en Estados Unidos desde el 22 de noviembre de 2004 hasta el 12 de julio de 2013, y desde el 1 de agosto de 2005 hasta julio de 2019 en Discovery Kids en Latinoamérica y Boomerang en España.
Janice Burgess trabajaba como ejecutiva de producción de Nick Jr. desde mediados de la década de 1990. Originalmente, la serie surgió como un piloto de imagen real titulado Me and My Friends, cuyo rodaje tuvo lugar en Nickelodeon Studios Florida en el año 1998.El piloto incluía disfraces de mascotas de tamaño natural y marionetas que bailaban canciones en un escenario interior. Dicho piloto fue rechazado por Nickelodeon, y Burgess decidió rehacer y modificar el concepto, transformándolo en una serie animada. En 2001, un segundo piloto fue realizado con el nombre actual en animación por computadora por Nickelodeon Digital en Nueva York, utilizando técnicas de captura de movimiento para animar los bailes. El nuevo piloto fue aprobado y la serie entró en producción. La animación de la primera temporada comenzó en Nickelodeon Digital en Nueva York, pero como medida de reducción de costes, los servicios de animación se trasladaron finalmente a Nelvana. Nickelodeon calificó el programa de "propiedad de Nick Jr. de cosecha propia", ya que "todo el equipo creativo... había formado parte de la familia Nick Jr. durante años".
Se produjeron un total de 80 episodios a lo largo de cuatro temporadas, cada una de ellas con 20 episodios. La serie se estrenó en Treehouse TV en Canadá el 11 de septiembre de 2004, seguido de su debut oficial en el bloque Nick Jr. de Nickelodeon el 11 de octubre de 2004. La cuarta temporada finalizó su producción en 2010 y terminó de emitirse en Nick Jr. el 12 de julio de 2013.
En 2009, se planeó que la serie continuara más allá de la cuarta temporada. Sin embargo, en 2010, Burgess decidió dejar la serie para trabajar en otro proyecto: el revival de la serie Winx Club, en la que Burgess —junto a una parte importante del personal que trabajó en Los Backyardigans— estuvo involucrada como directora creativa y guionista antes de retirarse permanentemente de Nickelodeon en 2014.
Los Backyardigans fueron aclamados por la crítica. Varios críticos establecieron que la serie era superior a otras series animadas preescolares debido a su guion sofisticado y disfrutable para una audiencia mayor. El diario The New York Times y la organización Common Sense Media elogiaron a la serie por incluir frecuentes guiños a una audiencia mayor, tales como referencias a franquicias de acción y aventura, solo que adaptadas para un público infantil. La calidad de la música del programa también fue elogiada por los críticos, y la serie recibió ocho nominaciones a su música en los Premios Daytime Emmy.

## Origen del nombre
El nombre de "Backyardigans" viene de la palabra inglesa "backyard", que significa "patio trasero" o "jardín trasero".

## Argumento
Cada episodio sigue un patrón similar y se centra en un grupo de cinco amigos animales: Uniqua, Pablo, Tyrone, Tasha y Austin. Todos comparten un largo patio trasero entre sus casas. Los personajes se presentan en alguna de esas casas antes de imaginar un nuevo lugar en el que comenzar su aventura. Dichas aventuras pueden tratarse de una gran variedad de géneros y escenarios. Varios episodios tratan sobre, por ejemplo, visitar diferentes partes del mundo, viajar en el tiempo o usar poderes sobrenaturales. A los personajes se les asignan trabajos o roles dependiendo del ámbito y escenario en donde ocurra el episodio, tales como ser detectives, caballeros, científicos, piratas, vikingos, vaqueros, robots, etcétera. A partir de la segunda temporada, muchos episodios son parodias o toman inspiración de películas de acción y aventuras como James Bond, Star Trek, Indiana Jones y Los Cazafantasmas. 
El grupo suele enfrentarse a múltiples dilemas en el camino para lograr un objetivo o una prioridad específica, o puede enfrentarse a un único obstáculo importante que debe vencer o a un problema que se debe resolver. Tras la primera temporada, suele haber un villano en el episodio, interpretado principalmente por uno de los Backyardigans (por lo que otro Backyardigan hace el papel del héroe), pero el villano del episodio siempre se reforma al final. Cuando los Backyardigans han cumplido su misión o han vencido su inconveniente, la aventura se termina y la secuencia de fantasía se desvanece, devolviendo la actualidad al escenario del episodio mientras suena la canción de cierre y los personajes corren a una de sus casas para comer algo después de que el estómago de uno o más gruñe. A continuación, los personajes abren la puerta de la casa del anfitrión de la merienda, después algún personaje o más de uno sale a mencionar la frase célebre del episodio por última vez y por último cierran la puerta. Finalmente, el iris se cierra, lo que da fin al episodio antes de que aparezcan los créditos.
El programa también sigue un formato musical. Presenta múltiples números musicales interpretados al estilo de un género diferente y cantados a lo largo de un episodio en relación con cualquier aprieto imaginario en el que se hayan situado los personajes o quizás con un reto que hayan superado, cada episodio se abre y concluye con una canción concreta.

## Personajes
Cada uno de los cinco personajes del programa tiene dos actores de voz: uno para hablar y otro para cantar.
Los bailarines de carne y hueso bailan primero en el programa, y sus movimientos se trasladan después a la animación. La coreógrafa Beth Bogush describe el proceso: "Lo que hacemos es filmar las secuencias en vivo en el estudio, enviarlas, y ellos hacen una Leica, y luego las envían a los animadores. Los animadores miran y son bastante precisos. Lo que filmamos ese día es bastante parecido a lo que se ve en el personaje". En la primera temporada, los Backyardigans suelen llevar su ropa habitual durante las aventuras, normalmente acompañada de accesorios. Después de la primera temporada, rara vez llevan su ropa habitual en una aventura.

### Principales
- Uniqua: es una criatura que no está basada directamente en ningún animal o ser mitológico existente, pese a asemejarse mucho a una hormiga o una mariquita. La serie utiliza el nombre "Uniqua" tanto para el personaje como para su especie "única" (de ahí el nombre Uniqua). Es muy curiosa, segura de sí misma y con mucho espíritu, de color de rosa y con manchas de un rosa más fuerte. Tiene un par de antenas en forma de espiral en la parte superior de la cabeza y viste un overol del mismo color que su cuerpo. Uniqua es muy dulce y simpática, aunque sus fuertes opiniones y su ocasional terquedad se interponen en sus relaciones. Se imagina a sí misma desempeñando papeles que requieren inteligencia y valor (como la de científica o la de capitán pirata) y le encantan los libros (como se ve en episodios como "The Masked Retriever"). Su creadora, Janice Burgess, describió a Uniqua como la niña que le gustaría haber sido de pequeña. Su mejor amiga es Tasha. Es el único personaje principal que aparece en todos los episodios. Uniqua ha sido confirmada por la creadora de la serie como la líder de los demás Backyardigans y siempre ha sido la representante del programa.
  - Voz hablada: LaShawn Tináh Jefferies.
  - Voz cantante: Jamia Simone Nash (temporadas 1-3) y Avion Baker (temporada 4).
  - Voz en Latinoamérica: Annie Rojas.
  - Voz en España: Isabel Malavia.
  - Bailarina: Hattie Mae Williams.
  - Color:      Rosa.
- Pablo: es un pingüino azul con un pico amarillo que es muy nervioso, frenético y tiende a reaccionar frecuentemente de forma exagerada. Lleva una pajarita azul y un gorro de hélice. Debido a su energía e impetuosidad, a menudo entra en un "ataque de pánico" cuando se enfrenta a un obstáculo, corriendo en círculos y diciéndoles a todos que no se preocupen hasta que alguien llame su atención llamándolo por su nombre tres veces. Los ataques de pánico de Pablo se volvieron menos prominentes después de la primera temporada, aunque en el episodio "The Flipper!", su propensión a sobreexcitarse es el punto principal de la trama. Su mejor amigo es Tyrone. Pablo no aparece una sola vez: "Chichen-Itza Pizza", sin embargo, sí aparece en todos los demás episodios.  
  - Voz hablante: Zach Tyler Eisen (temporada 1) y Jake Goldberg (temporadas 2-4).
  - Voz cantante: Sean Curley.
  - Voz en Latinoamérica: Elsa Covián.
  - Voz en España: Amparo Bravo.
  - Bailarín: Tasha Cooper (temporadas 1-3), Jonathan Sandler (temporada 3), Steven Konopelski (temporadas 3-4), Jacob Wimar (temporada 4) y Paul Flanagan (temporada 4).
  - Color:      Azul.
- Tyrone: es un alce pelirrojo anaranjado de muy buen carácter, aunque algo temeroso, que lleva una camisa a rayas rojas y azules, y es el mejor amigo de Pablo. Es casi todo lo contrario a Pablo en cuanto a personalidad, con su carácter relajado y frío. Tyrone es conocido por sus comentarios sarcásticos, uno de los cuales es "Eso sí que fue conveniente". Al final de la mayoría de los episodios, cuando aparece, dice: "Ha sido una aventura (tipo) excelente, ¿no lo creen?" (aunque Pablo, Austin y Tasha recitan la frase cuando él no aparece). A pesar de que no parece llevar pantalones (salvo en raras ocasiones), Tyrone se las arregla para meter las manos en los bolsillos. Tyrone no aparece en cinco episodios, sin embargo, sí aparece en el resto de los episodios. 
  - Voz hablada: Reginald Davis Jr. (temporada 1), Jordan Coleman (temporadas 2-3) y Christopher Grant, Jr. (temporada 4).
  - Voz cantante: Corwin C. Tuggles (temporada 1), Leon Thomas III (temporadas 2-3), Damani Roberts (temporada 3) y Tyrel Jackson Williams (temporada 3-4).
  - Voz en Latinoamérica: Abraham Vega (temporadas 1-2), Alejandro Orozco (temporada 3), Omar Hernández (temporada 4).
  - Voz en España: Blanca Rada.
  - Bailarín: Greg Sinacori (temporadas 1-2, 4), Bradley Shelver (temporada 3), y Andrew Cao (temporada 3).
  - Color:      Naranja.
- Tasha: es una hipopótamo amarilla de carácter bastante fuerte. Tasha lleva un vestido naranja floreado y unas sandalias rojas. Es una chica muy dulce por fuera, pero es racional y le gusta salirse con la suya la mayoría del tiempo. Es la más seria y mandona de los personajes principales queriendo que los demás hagan las cosas como ella quiere, aunque de vez en cuando Tasha puede ser tan despreocupada como los demás. Es más femenina que su mejor amiga Uniqua. En las temporadas 2-4, adquiere una personalidad más amable. Tiende a ser malhumorada algunas veces si no es la jefa. Su eslogan es: "¡Oh, por todos los cielos!". Hay varios episodios en la serie en los que ella no aparece, aunque aparece en más episodios que Austin.  
  - Voz hablada: Naelee Rae (temporadas 1-2) y Gianna Bruzzese (temporadas 3-4).
  - Voz cantante: Kristin Klabunde (temporadas 1-3) y Gabriella Malek (temporadas 3-4).
  - Voz en Latinoamérica: Claudia Bramnfsette.
  - Voz en España: Cristina Yuste.
  - Bailarina: Courtney Jackson (temporada 1) Darlene Dirstine (temporadas 1-3), Amanda Ulibarri (temporada 4) y Nancy Renee Braun (temporada 4).
  - Color:      Amarillo.
- Austin: es un canguro morado muy tímido pero divertido. Aunque en la primera temporada se muestra que es bastante tímido, debido a que se ha mudado recientemente al barrio, Austin empieza a ser más extrovertido a medida que avanza la serie y se revela inteligente e imaginativo. Habla con acento australiano. Austin rara vez aparece en el centro de atención, pero asume el papel de protagonista en varios episodios. Su eslogan varía de un programa a otro. En más de un episodio, se refiere a sí mismo como "Sólo Austin". Dice Bogush: "Austin suele ser el que tira de la retaguardia. Es una especie de tipo que se lleva bien". Austin ha mostrado ocasionalmente un lado más malvado, como en los episodios "High Tea", "The Magic Skateboard" y "Flower Power". Es el único personaje principal sin tener un mejor amigo, aunque se la lleva bien con los demás personajes principales en sus apariciones. Es el personaje principal con la menor cantidad de apariciones en la serie. 
  - Voz hablada: Jonah Bobo.
  - Voz cantante: Thomas Sharkey (temporadas 1-3) y Nicholas Barasch (temporada 4).
  - Voz hablada en Latinoamérica: Manuel Díaz (temporadas 1-2), Héctor Ireta de Alba (temporada 3), Alan García (temporada 4).
  - Voz cantante en Latinoamérica: Iván Filio (temporada 1) y Maggie Vera (temporadas 1-4).
  - Voz en España: Marta Sáinz.
  - Bailarina: Kristen Frost.
  - Color:      Morado.

### Secundarios o recurrentes
- Sherman: Es un gusano de color amarillo con manchas naranjas.
- Los Gusamanes: Amigos de Sherman.
- Dragón: Un simpático dragón de color verde que aparece en tres ocasiones (la película "Tale of the Mighty Knights" y el episodio "The Tale of the Not-So-Nice Dragon").
- Los extraterrestres: Los extraterrestres de color verde aparecen cuatro veces: "Mission to Mars", "News Flash", "Los Galácticos" y "The Big Dipper Diner".
- Almeja gigante: Una almeja hambrienta y exltada que aparece en "The Legend of the Volcano Sisters" and "The Great Dolphin Race". Es muy protectora de su perla.
- Voces: En los episodios "Misión Secreta" y "¡Es Genial Ser un Fantasma!" se incluyeron voces que no proceden de ningún personaje mostrado.
- Robot Roscoe: Un robot propiedad de Austin, que aparece tres veces en la cuarta temporada (la película "Robot Rampage" y el episodio "Elephant on the Run").

## Episodios

### General
| Temporada | Temporada | N.º de episodios | Estreno original      | Estreno original    |
| Temporada | Temporada | N.º de episodios | Inicio de temporada   | Final de temporada  |
| --------- | --------- | ---------------- | --------------------- | ------------------- |
|           | Pilotos   | 2                | No transmitidos       | No transmitidos     |
|           | 1         | 20               | 11 de octubre de 2004 | 19 de junio de 2006 |
|           | 2         | 20               | 9 de octubre de 2006  | 17 de enero de 2008 |
|           | 3         | 20               | 14 de enero de 2008   | 5 de junio de 2009  |
|           | 4         | 20               | 26 de octubre de 2009 | 12 de julio de 2013 |

### Temporada 1 (2004-2006)
| No. en la serie | No. en la temporada | Título original               | Título en español (América Latina)     | Título en español (España)             | Género musical            |
| --------------- | ------------------- | ----------------------------- | -------------------------------------- | -------------------------------------- | ------------------------- |
| 1               | 1                   | Pirate Treasure               | El tesoro del pirata                   | El tesoro del pirata                   | Reggae y Ska              |
| 2               | 2                   | The Heart of the Jungle       | El corazón de la selva                 | El corazón de la selva                 | Gilbert and Sullivan      |
| 3               | 3                   | The Yeti                      | El Yeti                                | El Yeti                                | Funk                      |
| 4               | 4                   | The Snow Fort                 | El fuerte de nieve                     | El fuerte nevado                       | Western Swing             |
| 5               | 5                   | Secret Mission                | Misión secreta                         | Misión secreta                         | Tango                     |
| 6               | 6                   | It's Great to Be a Ghost!     | ¡Me encanta ser un fantasma!           | ¡Es genial ser fantasma!               | Jazz de la década de 1920 |
| 7               | 7                   | Riding the Range              | Cabalgando en la pradera               | Cabalgando por la pradera              | Hip Hop                   |
| 8               | 8                   | The Key to the Nile           | El secreto del Nilo                    | La llave del Nilo                      | Musical estilo Broadway   |
| 9               | 9                   | Knights Are Brave and Strong  | Los caballeros son fuertes y valientes | Los caballeros son fuertes y valientes | Big band/Swing            |
| 10              | 10                  | Viking Voyage                 | Viaje vikingo                          | Viaje vikingo                          | Rockabilly                |
| 11              | 11                  | Castaways                     | Náufragos                              | Náufragos                              | Bossa nova                |
| 12              | 12                  | Race to the Tower of Power    | La carrera a la Torre del Poder        | La carrera hacia la Torre del Poder    | Salsa                     |
| 13              | 13                  | The Quest for the Flying Rock | En busca de la roca voladora           | En busca de la roca voladora           | Disco                     |
| 14              | 14                  | Polka Palace Party            | La fiesta del Palacio de la Polka      | La fiesta del Palacio de la Polka      | Polka                     |
| 15              | 15                  | Surf's Up                     | El surf es la moda                     | A la ola                               | Afrobeat                  |
| 16              | 16                  | Eureka!                       | ¡Eureka!                               | ¡Eureka!                               | Township Jive             |
| 17              | 17                  | Race Around the World         | La carrera alrededor del mundo         | La carrera alrededor del mundo         | Zydeco                    |
| 18              | 18                  | Monster Detectives            | Detectives de monstruos                | Detectives de monstruos                | Garage Rock               |
| 19              | 19                  | Cave Party                    | La fiesta de la cueva                  | Fiesta cavernícola                     | Calypso                   |
| 20              | 20                  | High Tea                      | La fiesta de té                        | Tomar el té                            | Música folk irlandesa     |

### Temporada 2 (2006-2008)
| No. en la serie | No. en la temporada | Título original                   | Título en español (América Latina) | Título en español (España)         | Género musical                    |
| --------------- | ------------------- | --------------------------------- | ---------------------------------- | ---------------------------------- | --------------------------------- |
| 21              | 1                   | Mission to Mars                   | Misión a Marte                     | Misión a Marte                     | Highlife de Kenya                 |
| 22              | 2                   | Samurai Pie                       | Pay samurái                        | Empanada samurái                   | Spaghetti Western                 |
| 23              | 3                   | Scared of You                     | Me das miedo                       | Te tengo miedo                     | Jump Blues                        |
| 24              | 4                   | Whodunit?                         | ¿Quién lo hizo?                    | ¿Quién ha sido?                    | Gypsy Jazz                        |
| 25              | 5                   | The Legend of the Volcano Sisters | La leyenda de las Hermanas Volcán  | La leyenda de las Hermanas Volcán  | Tarantella                        |
| 26              | 6                   | The Secret of Snow                | El secreto de la nieve             | El secreto de la nieve             | Dixieland                         |
| 27              | 7                   | The Swamp Creature                | La criatura del pantano            | El monstruo del pantano            | Música surf                       |
| 28              | 8                   | Horsing Around                    | Un paseo a caballo                 | Haciendo el tonto                  | Klezmer                           |
| 29              | 9                   | Special Delivery                  | Entrega especial                   | Entrega especial                   | Norteño (música norteña mexicana) |
| 30              | 10                  | International Super Spy: Part 1   | Super espía internacional: Parte 1 | Super espía internacional: Parte 1 | Jazz                              |
| 31              | 11                  | International Super Spy: Part 2   | Super espía internacional: Parte 2 | Super espía internacional: Parte 2 | Jazz                              |
| 32              | 12                  | Movers of Arabia                  | Mudanza en Arabia                  | Mudanzas de Arabia                 | Surf Rock                         |
| 33              | 13                  | Cops and Robots                   | Policías y robots                  | Policías y robots                  | Jug Band                          |
| 34              | 14                  | Sinbad Sails Alone                | Sinbad navega solo                 | Sinbad navega solo                 | Mambo                             |
| 35              | 15                  | Best Clowns in Town               | Los mejores payasos de la ciudad   | Los mejores payasos de la ciudad   | Música de circo                   |
| 36              | 16                  | Save the Day                      | Salva el día                       | Salvar el día                      | Soul psicodélico                  |
| 37              | 17                  | Into the Deep                     | En las profundidades               | En las profundidades               | Bollywood                         |
| 38              | 18                  | News Flash                        | Flash informativo                  | ¡Qué notición!                     | Motown                            |
| 39              | 19                  | Catch That Butterfly              | Atrapa esa mariposa                | Cazar a la mariposa                | Ópera cómica                      |
| 40              | 20                  | A Giant Problem                   | Un problema gigante                | Un problema gigante                | Pop de la década de 1980          |

### Temporada 3 (2008-2009)
| No. en la serie | N.º en la temporada | Título original                    | Título en español (América Latina)               | Título en español (España)                       | Género musical                     |
| --------------- | ------------------- | ---------------------------------- | ------------------------------------------------ | ------------------------------------------------ | ---------------------------------- |
| 41              | 1                   | Who Goes There?                    | ¿Quién anda ahí?                                 | ¿Quién va?                                       | Flamenco                           |
| 42              | 2                   | Blazing Paddles                    | Raquetas calientes                               | Raquetas llameantes                              | Raï                                |
| 43              | 3                   | Garbage Trek                       | Basura espacial                                  | Misión basura                                    | Jazz-funk                          |
| 44              | 4                   | Fly Girl                           | La aviadora                                      | Chica voladora                                   | Rock-and-roll de la década de 1950 |
| 45              | 5                   | What's Bugging You?                | ¿Qué mosca te pica?                              | ¿Qué te incordia?                                | Rumba                              |
| 46              | 6                   | Chichen-Itza Pizza                 | Chichén-Itzá Pizza                               | Pizza Chichén-Itzá                               | Música de pelea                    |
| 47              | 7                   | To the Center of the Earth         | Al centro de la tierra                           | Al centro de la tierra                           | Jazz de la década de 1930          |
| 48              | 8                   | Front Page News                    | Los titulares del día                            | Noticias de primera página                       | Berlin Cabaret                     |
| 49              | 9                   | Tale of the Mighty Knights: Part 1 | La historia de los caballeros valientes: Parte 1 | La historia de los caballeros poderosos: Parte 1 | Ópera rock                         |
| 50              | 10                  | Tale of the Mighty Knights: Part 2 | La historia de los caballeros valientes: Parte 2 | La historia de los caballeros poderosos: Parte 2 | Ópera rock                         |
| 51              | 11                  | Le Master of Disguise              | Le maestró del disfraz                           | El maestro del disfraz                           | Música Jùjú                        |
| 52              | 12                  | Match on Mt. Olympus               | Duelo en el monte Olimpo                         | Partido en el monte Olimpo                       | Samba                              |
| 53              | 13                  | The Great Dolphin Race             | La carrera de los delfines                       | La gran carrera de delfines                      | Cumbia                             |
| 54              | 14                  | Caveman's Best Friend              | El mejor amigo del cavernícola                   | El mejor amigo del cavernícola                   | Early soul                         |
| 55              | 15                  | Ranch Hands from Outer Space       | Los ayudantes del espacio                        | Rancheras del espacio                            | Pop italiano de la década de 1960  |
| 56              | 16                  | Robin Hood the Clean               | Robin Hood el limpio                             | Robin Hood el limpio                             | Countrypolitan                     |
| 57              | 17                  | Escape from Fairytale Village      | Escape de la aldea mágica                        | Huida del Pueblo Cuento de Hadas                 | Bluegrass al estilo de Jerry Reed  |
| 58              | 18                  | Pirate Camp                        | Campamento pirata                                | Campamento pirata                                | Garage rock                        |
| 59              | 19                  | The Two Musketeers                 | Los dos mosqueteros                              | Los dos mosqueteros                              | Son Cubano                         |
| 60              | 20                  | The Masked Retriever               | La recuperadora                                  | El rescatador enmascarado                        | Herb Alpert & the Tijuana Brass    |

### Temporada 4 (2009-2013)
| N.º en la serie | N.º en la temporada | Título original                     | Título en español (América Latina)         | Género musical                |
| --------------- | ------------------- | ----------------------------------- | ------------------------------------------ | ----------------------------- |
| 61              | 1                   | Robot Rampage: Part 1               | Los robots enloquecen: Parte 1             | Roller disco                  |
| 62              | 2                   | Robot Rampage: Part 2               | Los robots enloquecen: Parte 2             | Roller disco                  |
| 63              | 3                   | Catch that Train!                   | ¡Alcancen ese tren!                        | Ragtime                       |
| 64              | 4                   | Attack of the 50 Foot Worman        | El ataque del gusano de 15 metros          | Jazz de la década de 1950     |
| 65              | 5                   | Dragon Express                      | Dragón express                             | Vals de Strauss               |
| 66              | 6                   | Flower Power                        | La chica flor                              | Rebetiko                      |
| 67              | 7                   | The Funnyman Boogeyman              | El fantasma gracioso                       | Martinique Biguine            |
| 68              | 8                   | Follow the Feather                  | Sigue la pluma                             | Rock psicodélico              |
| 69              | 9                   | Break Out!                          | Escape                                     | Wall of Sound                 |
| 70              | 10                  | The Action Elves Save Christmas Eve | Los duendes de acción salvan la Nochebuena | Memphis soul                  |
| 71              | 11                  | Los Galácticos                      | Los galácticos                             | Mariachi                      |
| 72              | 12                  | For the Love of Socks!              | ¡Por todos los calcetines!                 | Bhangra                       |
| 73              | 13                  | The Flipper!                        | El maromero                                | Rock                          |
| 74              | 14                  | Elephant on the Run                 | La fuga de la elefanta                     | Rock alternativo              |
| 75              | 15                  | The Magic Skateboard                | La patineta mágica                         | Forró                         |
| 76              | 16                  | Pablor and the Acorns               | Pablor y las bellotas                      | Society band                  |
| 77              | 17                  | Super Team Awesome!                 | El equipo súper fabuloso                   | Country rock                  |
| 78              | 18                  | The Big Dipper Diner                | El café Osa Mayor                          | Folk rock                     |
| 79              | 19                  | The Amazing Splashinis              | Los increíbles Saltinis                    | Orquesta de Balalaica         |
| 80              | 20                  | The Tale of the Not-so-Nice Dragon  | La historia de un dragón no tan bueno      | Broadway de la década de 1930 |

## Producción
Janice Burgess trazó inspiración de películas de acción mientras escribía los guiones para algunos episodios de la serie, ya que ella quería adaptar historias de “alto riesgo” para una audiencia infantil. En una entrevista con el diario Pittsburgh Post-Gazette, se le  preguntó que la inspiró al programa y ella respondió: “Sé que sonará extraño, pero las cosas en las que en verdad me baso son películas de acción. Me gusta Die Hard, Star Wars, y las películas de Tolkien… Pensé que seria divertido llevar a los niños a esa gran aventura.” El personaje de Uniqua fue basado en como Burgess se veía ella misma cuando era una niña; y de resultado, Uniqua fue escrita como la líder de los Backyardigans, siendo también la única personaje en aparecer en todos los episodios. Burgess dijo sobre ella: "Uniqua soy yo, o al menos quien era yo de niña. Es una cabecilla. De los cinco personajes, Uniqua es el personaje principal y la usamos en todas las historias".
Los personajes principales se basaron en diseños del autor e ilustrador de libros infantiles Dan Yaccarino. Michael Lennicx, artista de Nick Digital, fue uno de los diseñadores de los personajes. 
Antes de que Nickelodeon ordenara la primera temporada, dos episodios pilotos de la serie fueron creados. El primero fue un piloto de acción real titulado “Me and My Friends”, filmado en Nickelodeon Studios en septiembre de 1998. Los personajes fueron interpretados como trajes/disfraces de marionetas donde bailaban en un escenario interior. Dicho piloto fue rechazado por Nickelodeon, y Burgess decidió entonces modificar el concepto para convertirlo en una serie animada. Se creó un segundo piloto en 2002, un corto animado por computadora en Nickelodeon Digital. Se le dio luz verde para convertirse en una serie de larga duración.
En diciembre de 2009, la presidente de Nick Jr. Brown Johnson declaró que Nickelodeon tenía intenciones de mantener al programa continuando “por al menos otros cinco años, o quizás para siempre”. Nickelodeon creía que Los Backyardigans era una propiedad “siempre verde” ideal; una serie que se mantendría en producción por un largo tiempo a través de múltiples generaciones, e incluso se pensó una quinta temporada en ese mismo año. Sin embargo, en 2010, Janice Burgess decidió terminar la serie para empezar a trabajar en uno de los nuevos proyectos de los estudios de animación de Nickelodeon, Winx Club, una franquicia de acción y aventura para niñas. Burgess también llevó al equipo original de Los Backyardigans a trabajar en Winx Club. Esto incluyó al letrista McPaul Smith; a los escritores Jeff Borkin, Adam Peltzman, y Carin Greenberg; a la productora en línea Sara Kamen y al coordinador de guion Jonathan Foss. Burgess trabajó como directora creativa, editora de historias y escritora. El equipo lo consideró una progresión natural, ya que Winx Club también era una serie con temática de acción y aventura musical, pero destinada a un público mayor, permitiéndoles ramificarse.

## Premios y nominaciones
| Premio               | Año  | Categoría                                          | Nominado(s) | Resultado | Ref.   |
| -------------------- | ---- | -------------------------------------------------- | --- | --------- | ------ |
| Premios Annie        | 2007 | Mejor producción televisiva animada para niños     | The Backyardigans | Nominado  | [ 26 ] |
| Premios Annie        | 2007 | Mejor música en una producción televisiva          | Evan Lurie, Robert Scull, y Steven Bernstein (por "super espia internacional")                                                            | Nominado  | [ 26 ] |
| Premios Daytime Emmy | 2007 | Logro individual destacado en animación            | Jeff Astolfo | Ganador   | [ 27 ] |
| Premios Daytime Emmy | 2008 | Excelente programa animado de clase especial       | The Backyardigans | Ganador   | [ 28 ] |
| Premios Daytime Emmy | 2009 | Destacado programa de animación infantil           | Janice Burgess, Jonny Belt, Robert Scull, Ellen Martin, Scott Dyer, Pam Lehn, y Jennifer Hill                                             | Nominado  | [ 29 ] |
| Premios Daytime Emmy | 2009 | Logro destacado en dirección y composición musical | Evan Lurie y Doug Wieselman | Nominado  | [ 29 ] |
| Premios Daytime Emmy | 2009 | Escritura destacada en animación                   | Adam Peltzman, Janice Burgess, y McPaul Smith                                                                                             | Nominado  | [ 29 ] |
| Premios Daytime Emmy | 2010 | Destacado programa de animación infantil           | Janice Burgess, Robert Scull, Jonny Belt, Pam Lehn, Scott Dyer, Ellen Martin, Lynne Warner, Susan Ma, Jennifer Hill, y Sara Kamen         | Nominado  | [ 30 ] |
| Premios Daytime Emmy | 2011 | Destacado programa de animación infantil           | Janice Burgess, Robert Scull, Jonny Belt, Pam Lehn, Scott Dyer, Ellen Martin, Lynne Warner, Jennifer Hill, y Sara Kamen                   | Nominado  | [ 31 ] |
| Premios Daytime Emmy | 2012 | Escritura destacada en animación                   | Adam Peltzman, Jeff Borkin, Kerri Grant, Scott Gray, Rodney Stringfellow, y Janice Burgess                                                | Nominado  | [ 32 ] |
| Premios Daytime Emmy | 2013 | Destacada dirección musical y composición          | Evan Lurie y Doug Wieselman | Nominado  | [ 33 ] |
| Premios Daytime Emmy | 2014 | Destacada dirección musical y composición          | Evan Lurie y Doug Wieselman | Nominado  | [ 34 ] |
| Premios Gemini       | 2007 | Mejor programa o serie preescolar                  | Scott Dyer, Jocelyn Hamilton, Ellen Martin, Doug Murphy, Tracey Dodokin, Jennifer Hill, Janice Burgess, Robert Scull, y Patricia R. Burns | Ganador   |        |
| Premios Gemini       | 2008 | Mejor programa o serie preescolar                  | Scott Dyer, Janice Burgess, Jocelyn Hamilton, Jennifer Hill, Pam Lehn, Ellen Martin, y Doug Murphy                                        | Nominado  |        |

## Recepción
Los Backyardigans recibieron ocho nominaciones en los Premios Daytime Emmy y Janice Burgess gana el premio Programa Animado de Clase Especial Excepcional en el 2008.En un artículo del año 2016 de The Chicago Tribune, el crítico de drama Chris Jones calificó a la serie de ser «un programa de televisión fabulosamente inventivo».John Crichton de DVD Talk le dio al programa una «cordial recomendación», citando su «disfrutable y variada» música, las voces de los personajes y la «presentación visual impresionante».La revista Slate nombró al episodio «La criatura del pantano» uno de los mejores episodios en la televisión para niños.
Los críticos notaron que la serie mantuvo un cierto atractivo para los espectadores mayores debido a su música de calidad y por enfocarse sus episodios mayormente en historias y aventuras basadas en los personajes más que en ser educativas. Susan Stewart de The New York Times manifestó que «es difícil decir si Los Backyardigans es una fantasía para los niños o para sus padres», elogiando la animación y la narración del programa. Emily Ashby de Common Sense Media escribió: «no es siempre fácil encontrar un programa que te guste tanto como a tus hijos, pero Los Backyardigans definitivamente tiene el potencial para encajar en la lista». 
La periodista estadounidense Virginia Heffernan escribió: «con cada episodio dedicado a no solo una misión diferente sino también a un distinto género musical… el programa te sorprende con su exactitud artística».
En 2021 las canciones «Náufragos» y «¡Hay que adentrarse ya!» (en idioma inglés) se hicieron virales en la plataforma de TikTok apareciendo en más de 745.000 videos la primera y en más de 46.000 la segunda. Gracias a dicho éxito, ambas canciones alcanzaron el puesto 5 y 13 respectivamente en la lista viral de Spotify en los EE. UU. durante junio del mismo año.
En Latinoamérica, la serie se transformó en una serie de culto no solamente entre el público infantil sino para el público en general debido a que varios de los episodios de la serie se transformaron en memes. La serie cuenta con múltiples clubes de admiradores, así como diferente contenido (blogs, fanfics y videos) relacionado con la serie original.

## Productos

### Software
La empresa Activision creó un videojuego llamado "Los Backyardigans: Misión a Marte", el cual está en venta desde octubre de 2006.

### CD
Se han editado 2 CD de Los Backyardigans en el Reino Unido. Uno en el año 2005 y otro en 2006. El primero es llamado "The Adventures Begin" (Las aventuras comienzan) y el segundo "Groove to the Music" (Camino a la música). En 2008 se editó "Born to Play" (Nacido para jugar).

### DVD
- Cada temporada tiene 5 DVD con 4 capítulos cada uno. En los de la primera temporada y el primero de la segunda, eran 2 episodios principales y otros 2 extras, de los cuales no figuraba la sinopsis. A partir del segundo DVD de la temporada 2 hay sinopsis de los 4 capítulos.
- Para Latinoamérica, Nelvana Limited tiene los derechos de edición en DVD y VHS de la temporada 1 y FremantleMedia de las temporadas 2 y 3. Nelvana editó 4 capítulos de la temporada 1 y Fremantle editó 3 de la temporada 2, excepto en México y Chile, donde se editó esa temporada completa.
- Nelvana también editó en México los DVD de la segunda y cuarta temporada por separado.

### Otros
Existen en español varios libros, algunos de historias y otros con actividades como colorear y pegar calcomanías.[cita requerida]
Se han producido numerosas figuras de peluche y juguetes interactivos, especialmente de Pablo, Uniqua y Tyrone. Algunos de estos cantan canciones y dicen frases conocidas de los episodios. Las voces en estos juguetes son las mismas o se asemejan a las del programa de TV. Mattel, Fisher-Price y Hasbro son algunos de las fabricantes de estos juguetes.